# Horst aan de Maas
Horst aan de Maas ( udtale ?; Limburgsk: Haors aan de Maas) er en kommune, beliggende i den sydlige provins Limburg i Nederlandene. Kommunens areal er på 191,92 km², og indbyggertallet er på 41.913 pr. 1. april 2016.

## Kernerne
Horst aan de Maas Kommunen består af følgende landsbyer og bebyggelser:
- Amèrica (Amerika)
- Broekhuizen (Brokeze)
- Grubbenvorst (Grevors)
- Griendtsveen (Griendsveen)
- Hegelsom (Haegelsem)
- Horst (Haors)
- Kronenberg (De Kroeënenberg)
- Lottum (Lottem)
- Melderslo (De Melderse)
- Meerlo (Mieëldere)
- Meterik (De Mieëterik)
- Evertsoord (De Pieël)
- Tienray (Tiendere)
- Broekhuizenvorst (Vaors)
- Sevenum (Zaerem)
- Swolgen (Zwolge)

## Kendte bands
- Rowwen Hèze, Limburgsk folk band fra Amèrica
- Heideroosjes, punk rock band fra Horst

## Galleri
- Broekhuizen
- Meterik, Kirke: de Sint Johannes Evangelistkerk
- Grubbenvorst, skulptur ved Kloosterstraat
- Lottum, Kirke: de Sint Gertrudiskerk
- Lottum, Mølle: Houthuizer Molen